# Great Eversden
Great Eversden is een civil parish in het Engelse graafschap Cambridgeshire. Het dorp ligt in het district South Cambridgeshire en telt 241 inwoners.
Great Eversden is gescheiden van Little Eversden door de Meridiaan van Greenwich.